# Cantone di Chartres-2
Il Cantone di Chartres-2 è una divisione amministrativa dell'arrondissement di Chartres.
È stato costituito a seguito della riforma approvata con decreto del 24 febbraio 2014, che ha avuto attuazione dopo le elezioni dipartimentali del 2015.

## Composizione
Comprende parte della città di Chartres e i 14 comuni di:
- Berchères-les-Pierres
- La Bourdinière-Saint-Loup
- Corancez
- Le Coudray
- Dammarie
- Fresnay-le-Comte
- Gellainville
- Mignières
- Morancez
- Nogent-le-Phaye
- Prunay-le-Gillon
- Sours
- Thivars
- Ver-lès-Chartres